# Petro Mohyla

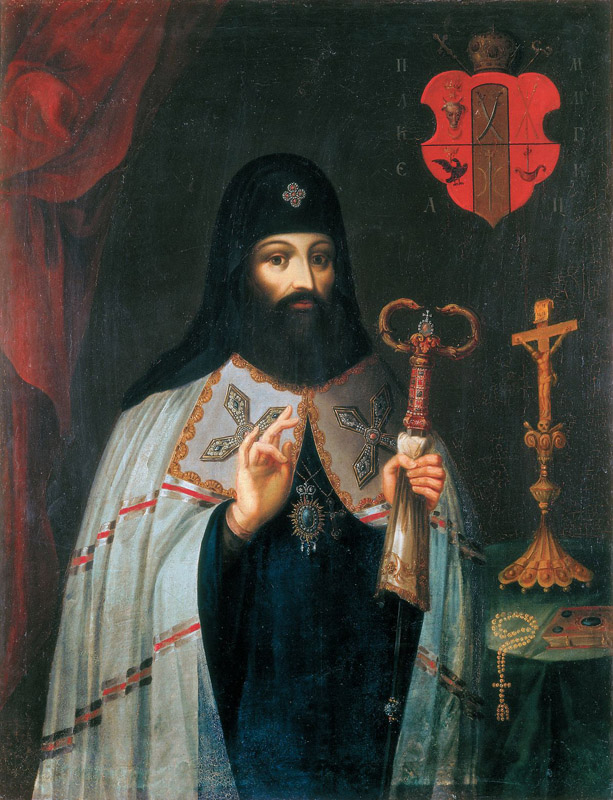
Petro Mohyla

Petro Mohyla (ukrainska: Петро́ Моги́ла; rumänska: Petru Movilă), född 10 januari 1597 i Moldavien, död 11 januari 1647 i Kiev, var Kievs metropolit, son till Simion Movilă, hövding av Valakiet (1601-1602) och Moldavien (1606-1607). Petro Mohylas mor var den ungerska prinsessan Margareta.

## Biografi
Efter mordet på hans fader i 1607 sökte Mohyla och hans mor tillflykt inom Polsk-litauiska samväldet i västra Ukraina. Där fick Mohyla sin utbildning på Lwów  broderskola, och skaffade högskoleutbildning på det polska Akademia Zamojska i Zamość samt i Nederländerna och Sorbonne i Frankrike. Efter hans återkomst till Ukraina ansökte Mohyla till polsk-litauisk militärtjänst och avancerade så småningom till officersgrad.